# Acedapsone
L'acedapsone è un farmaco antimicrobico e antimalarico. Appartiene alla classe dei solfoni con proprietà ed indicazioni simili a quelle del dapsone che rappresenta il metabolita attivo.

## Storia
Il farmaco è stato sintetizzato e sviluppato nel 1937 da Ernest Fourneau e da Jacques Tréfouël, Thérèse Tréfouël, Federico Nitti e Daniel Bovet, suoi collaboratori nel laboratorio di chimica farmaceutica dell'Istituto Pasteur, ed è stato commercializzato come Rodilone dalla Rhône-Poulenc.

## Usi clinici
Acedapsone è stato impiegato nella profilassi e nel trattamento della lebbra.
Il farmaco viene generalmente utilizzato al dosaggio di 225 mg ogni 70-77 giorni (per complessive cinque volte all'anno) al fine di mantenere livelli plasmatici di dapsone superiori a 10 ng/ml.

## Effetti collaterali ed indesiderati
L'acedapsone condivide molti dei suoi effetti collaterali con il dapsone, il metabolita attivo.

Gli effetti collaterali più frequenti sono rappresentati dalla nausea, cefalea e rash.
In letteratura il farmaco utilizzato per il trattamento della lebbra è considerato sicuro e si segnala la possibilità, rara, di insorgenza di eritema nodoso leproso. Con maggiore frequenza i pazienti trattati possono sviluppare febbre ed artralgie aspecifiche.